# أندرو لانغ بيتري
أندرو لانغ بيتري هو سياسي أسترالي، ولد في 25 يونيو 1854 في بريزبان في أستراليا، وتوفي بنفس المكان في 1 أبريل 1928. انتخب عضو المجلس التشريعي لولاية كوينزلاند ‏ عن دائرة Electoral district of Toombul ‏ (29 مايو 1893 – 8 مايو 1926).